# Fehlerquotient
Fehlerquotient (auch Fehlerdichte, Fehlerrate, Fehlerquote oder Fehlerhäufigkeit) ist im Qualitätsmanagement der relative Anteil von fehlerhaften Elementen im Verhältnis zur Gesamtheit, also die relative Häufigkeit, mit der ein Fehler bei einem Produkt, einer Dienstleistung, einem Produktionsprozess oder der Arbeitsqualität auftaucht.

## Allgemeines
Eine einwandfreie Produktqualität und Dienstleistungsqualität trägt sowohl zur Produktsicherheit als auch zur Kundenzufriedenheit bei. Fehlproduktionen hingegen führen zu erhöhten Kosten (Fehlerkosten, Reparaturen, Produkthaftung) und zu etwaigen Imageproblemen für den Hersteller. Deshalb soll das Qualitätsmanagement dafür sorgen, dass Fehlproduktion nach Möglichkeit vermieden und die Fehlerquote möglichst gering gehalten wird.
Maße für die Fehlerquotienten als Gliederungszahl sind beispielsweise Stück pro Los, Prozent, Promille, ppm oder der sogenannte Sigma-Level als Streuungsmaß.

## Anwendungen

### Schule
Der Fehlerquotient könnte beispielsweise in der Schule zur Verwendung kommen:
Beim Verfassen eines Textes von 400 Wörtern hat ein Schüler elf Rechtschreibfehler gemacht. Um den Fehlerquotienten zu erhalten, teilt man die Anzahl der Fehler durch die Gesamtzahl der Wörter. Er lautet also:
{\displaystyle {\frac {11}{400}}=0{,}0275=2{,}75\,\%}
Allgemein lässt sich schreiben:
{\displaystyle {\frac {\text{Fehler}}{\mathrm {W{\ddot {o}}rter} }}={\frac {{\text{Fehler}}\cdot 100}{\mathrm {W{\ddot {o}}rter} }}\,\%}
Anhand des Fehlerquotienten – in diesem Beispiel wären es 2,75 % – kann der Lehrer eine Note bezüglich der Rechtschreibung vergeben.

### Arbeit
Ein Arbeitnehmer genügt seiner Vertragspflicht aus dem Arbeitsvertrag, wenn er unter angemessener Ausschöpfung seiner persönlichen Leistungsfähigkeit arbeitet. Bei einer negativen Abweichung von der geschuldeten Arbeitsleistung liegt Schlechtleistung vor, die den Arbeitgeber zu arbeitsrechtlichen Maßnahmen bis hin zur Kündigung berechtigen kann. Eine Kündigung wegen schlechter Arbeitsqualität ist einem Urteil des Bundesarbeitsgericht (BAG) vom Januar 2008 zufolge rechtlich nur zulässig, wenn der Arbeitnehmer über einen längeren Zeitraum hinweg unterdurchschnittliche Leistungen erbringt und dabei entweder weniger produziert oder erheblich mehr Fehler macht als der Durchschnitt der Arbeitnehmer im Betrieb oder wenn er nach seinen persönlichen Fähigkeiten zu einer besseren Leistung in der Lage ist. Im zitierten Fall ging es um eine Versandarbeiterin in einem Versandkaufhaus, die eine Fehlerquote zwischen 4,01 ‰ und 5,44 ‰ aufwies, während die durchschnittliche Fehlerquote der 209 eingesetzten vergleichbaren Mitarbeiter demgegenüber nur 1,34 ‰ erreichte. Im Urteil machte das BAG deutlich, dass die längerfristige deutliche Überschreitung der durchschnittlichen Fehlerquote je nach tatsächlicher Fehlerzahl, Art, Schwere und Folgen der fehlerhaften Arbeitsleistung ein Anhaltspunkt dafür sein kann, dass der Arbeitnehmer vorwerfbar seine vertraglichen Pflichten verletzt.

## Fehlerquotienten in Datenkommunikation und -verarbeitung
Den Fehlerquotient bei der Speicherung und Übertragung binärer Daten nennt man Bitfehlerhäufigkeit.
In der Datenkommunikation versteht man unter Fehlerhäufigkeit das Verhältnis von fehlerhaft empfangenen Symbolen, Wörtern oder Blöcken zur Gesamtzahl der empfangenen Symbole, Wörter oder Blöcke. Dabei handelt es sich um die Angabe einer relativen Häufigkeit, die innerhalb einer bestimmten endlichen Messzeit ermittelt wurde.
In der Datenverarbeitung sind die Ursachen für Datenverlust 44 % Hardwarefehler, gefolgt von 32 % Anwenderfehlern, 7 % Computerviren, 4 % Softwarefehlern, 3 % Naturereignissen und 10 % sonstiger Fehlerursachen.

## Fehlerdichte in der Informatik
In der Informatik bezeichnet die Fehlerdichte die Anzahl an Fehlern pro 1000 Zeilen Code (Lines of Code) bzw. je Function Point. Fehlerfreie Software ist aus betriebswirtschaftlichen und technischen Gründen in der Praxis unmöglich zu erstellen (siehe dazu Korrektheit (Informatik)). Anzustreben ist daher vor Produktionseinsatz einer Software eine möglichst geringe, zu den Anforderungen der Software passende Fehlerdichte zu erreichen. Die angestrebte Fehlerdichte ist somit während der Analysephase zu definieren. Bei Software, deren Ausfall Menschenleben kosten könnte (wie bspw. Militär- oder Krankenhaussysteme), wird üblicherweise eine Fehlerdichte von < 0,5 Fehlern pro 1000 Zeilen Code angestrebt.
Während der Entwicklung entstehen programmiersprachenunabhängig zwischen 30 und 50 Fehler pro 1000 Zeilen Code, die idealerweise zum größten Teil mittels Tests gefunden werden. Bei guten Organisationen kann nach dem Test mit einer Fehlerdichte von 1 bis 3 Restfehlern pro 1000 Zeilen Code gerechnet werden. 10 % der Restfehler haben üblicherweise ernsthafte Konsequenzen und führen zu einem Deadlock oder Absturz des Systems. Für den Zeitpunkt Produktivsetzung ist üblicherweise eine Fehlerdichte von < 2 anzustreben, bei sicherer Software < 1 wenn nicht < 0,5. Als normal gilt 2 bis 6, im Webbereich akzeptabel gilt 6 bis 10. Eine Fehlerdichte über 10 gilt als malpractice und kann vor einem Gericht zur Kompensationszahlung führen. Kommerzielle Software hat eine durchschnittliche Fehlerdichte von 1 bis 30 Fehlern pro 1000 Zeilen Code beziehungsweise 0,75 Fehler je Function Point.
Erfolgreiche Projekte haben eine geringere Fehlerdichte (0,2 Fehler je Function Point), größere Projekte eine höhere Fehlerdichte. Bei Microsoft-Anwendungen wurden 10 bis 20 Fehler pro 1000 Zeilen Code im Test gefunden, nach Veröffentlichung der Software beträgt die Fehlerdichte 0,5. Linux hat eine Fehlerdichte von 0,47, PostgreSQL von unter 0,1.
Es gibt unterschiedliche Techniken, um geringe Fehlerdichten zu erreichen. Mittels der von Harlan Mills vorgeschlagenen „Cleanroom Development“-Technik könnten während der Entwicklung Fehlerdichten von 3 Fehlern pro 1000 Zeilen Code erreicht werden, welche durch das In-House-Testen bis zur Veröffentlichung der Software noch auf 0,1 reduziert werden können. Kombiniert man die besten Fehlervermeidungs- und -behebungstechniken kommt man auf 0,08 Fehler pro Function Point. Nur wenige Projekte, beispielsweise die Software für das Space Shuttle (das Primary Avionics Software System), erreichen Fehlerdichten von 0 Fehlern bei 500.000 Lines of Code. Derartiges wird beispielsweise durch ein System formaler Entwicklungsmethoden, Peer-Reviews und statistisches Testen erreicht.
Die Fehlerdichte kann auch zur Klassifizierung der Produktreife von Software herangezogen werden:
| Fehlerdichte | Klassifizierung der Programme |
| ------------ | ----------------------------- |
| < 0,5        | stabile Programme             |
| 0,5 … 3      | reifende Programme            |
| 3 … 6        | labile Programme              |
| 6 … 10       | fehleranfällige Programme     |
| > 10         | unbrauchbare Programme        |